# تنیویوکی
تنیویوکی (انگلیسی: Tenniöjoki) رودخانه ای در روسیه و فنلاند است. این رود از استان مورمانسک در روسیه شروع می‌شود و از آنجا به قلمرو فنلاند در منطقه لاپلند می‌ریزد. تنیویوکی شاخه ای از کمی‌یوکی است که از سمت روسیه شروع می‌شود و به فنلاند ختم می‌شود.
طول این رودخانه ۷۳ کیلومتر (۴۵ مایل) و حوضه آبریز آن ۷۲۵ کیلومتر مربع (۲۸۰ مایل مربع) است. در یک منطقه باتلاقی در دامنه کوه مینکه‌لمین‌توری شروع می‌شود.